# Транслация
Транслацията е операция по преместване на отправната точка на дадена отправна система. Във физиката се смята, че пространството е еднородно и изотропно, и затова всички отправни системи притежават транслационна симетрия. Математически операцията е афинна и се извършва чрез избран вектор на преместване {\displaystyle \Delta {\vec {r}}}.
{\displaystyle {\vec {r}}={\vec {r}}_{0}+\Delta {\vec {r}}}
Последното уравнение може да бъде записано и в матричен вид, ако се разшири използваното пространство. Записвайки векторите покоординатно –
{\displaystyle {\vec {r}}_{0}=(r_{x},r_{y},r_{z},1)} и {\displaystyle \Delta {\vec {r}}=(\Delta r_{x},\Delta r_{y},\Delta r_{z},1)}, транслацията се дава чрез транслационната матрица:
{\displaystyle T_{\Delta }{\vec {r}}_{0}={\vec {r}}_{0}+\Delta {\vec {r}}}.
Където:
{\displaystyle T_{\Delta }={\begin{bmatrix}1&0&0&\Delta r_{x}\\0&1&0&\Delta r_{y}\\0&0&1&\Delta r_{z}\\0&0&0&1\end{bmatrix}}}